# Campeonato Mundial de Polo de 2008
El VIII Campeonato Mundial de Polo, 2008, a 14 metas de handicap por equipo, se llevó a cabo en México. Comenzó el 21 de abril y terminó el 3 de mayo de 2008. El campeón de esta edición fue el seleccionado de Chile, derrotando a Brasil en la final por 11-9. Este fue el primer título mundial de Chile en el polo, luego del fallido intento de 1992, cuando perdió la final disputada en Santiago frente a Argentina. Además Chile había terminado tercero en el Mundial disputado en Chantilly, Francia el 2004.
El resultado de la final fue un golpe a la historia, ya que Brasil se había impuesto las 4 veces que se había enfrentado a Chile. Esto demuestra el alza Chile en este deporte, tomando en cuenta que para la edición de 2004, había eliminado a Argentina en la fase previa, dejándolo por primera vez en la historia, fuera de un Mundial, lo que se repitió esta edición.
Con este resultado, los equipos de Sudamérica sumaban 7 títulos en los 8 mundiales disputados hasta ese entonces (1 Chile, 3 Brasil y 3 Argentina), siendo la excepción el campeonato de 1989, en el cual el campeón fue Estados Unidos.
Este evento reunió a ocho selecciones de todo el mundo en el Campo Marte de la capital mexicana, donde se jugaron las finales, y en las tres canchas del Club de Polo Tecamac, situado en el estado de México, entidad vecina al Distrito Federal.
Las selecciones participantes fueron: Brasil, que clasificó como campeón defensor; México, por ser país sede; Canadá, Nueva Zelanda, Inglaterra, Sudáfrica, España y Chile.
México recibió la sede del evento gracias a los trabajos del empresario Pablo Rincón-Gallardo Corcuera, conocido como Mr.Polo en la comunidad mexicana y ganador en los años 70 de la Copa Ávila Camacho y de Eduardo Sólorzano Barrón, titulares de Propolo XXI. La institución no pudo continuar con la realización del proyecto debido a la muerte en 2006 de Rincón-Gallardo. Desde que se iniciaron las gestiones para lograr la sede, Propolo XXI contó con el apoyo de la familia Bailleres, quienes continúan como patrocinadores vía El Palacio de Hierro, una de las empresas de su propiedad.
Se tomó la decisión de pedir apoyo a la Federación Internacional de Polo (FIP) en la forma de una posposición del campeonato. Originalmente se inauguraría el 20 de noviembre de 2007.
El órgano rector internacional aceptó, al mismo tiempo que un nuevo Comité Organizador se hizo cargo de concretar el torneo. Grupo que encabeza el polista Alfredo Solórzano y el presidente de la Federación Mexicana de Polo, Rogelio Igartúa.

## Breve historia del polo en México
El polo tiene profundas raíces en la historia deportiva mexicana. Fue introducido al país por la familia Escandón-Barron a finales del siglo XIX, cuando uno de sus miembros, Manuel Escandón y Barrón, Marqués de Villavieja, vio el juego en Newport, Estados Unidos.
En su primera etapa el deporte fue practicado exclusivamente por deportistas civiles, siendo el primer club del país la sección de polo del Jockey Club Mexicano, fundado en 1881.
Entre los jugadores pioneros podemos mencionar a Carlos Rincón-Gallardo y Romero de Terreros, Duque de Regla y Marqués de Villahermosa de Alfaro, llamado también el Padre de la Charrería. En México las primeras canchas estuvieron en la propiedad de la familia Escandón-Barrón en Tacubaya, y en el Hipódromo de la Condesa. Desde aquellos primeros años polistas europeos jugaron en México, entre ellos el español Luis de Errazu.
La mejor actuación de México en un mundial fue en el Campeonato Mundial de Polo de 1987 donde alcanzaron el subcampeonato. En aquellos años México contaba con un polista que era uno de los referentes de este deporte, Carlos Gracida, que antes de su fallecimiento, en 2014, estaba considerado uno de los mejores polistas del mundo.

## Resultados

### Primera ronda
- Brasil 7 - Inglaterra 5
- Nueva Zelanda 6 - Canadá 4,5
- Chile 6 - España 5
- México 9 - Sudáfrica 5
- México 9 - Inglaterra 8
- España 8,5 - Nueva Zelanda 7
- Chile 8 - Canadá 6
- Brasil 8 - Sudáfrica 6
- Chile 14,5 - Nueva Zelanda 6
- España 9 - Canadá 6
- Brasil 8 - México 5
- Sudáfrica 4,5 - Inglaterra 4

### Semifinales
- Chile 10 - México 9
- Brasil 7 - España 5

### Tercer puesto
- México 13 - España 12.

### Final
- Chile 11 - Brasil 9

Chile
1.er título